# Xie Shichen
Xie Shichen ou Hsieh Shih-Ch'ên ou Sie Che-Tch'en, surnom: Sizhong, nom de pinceau: Shuxian est un peintre chinois du XVIe siècle. Il est originaire de Suzhou, ville de la province du Jiangsu à l'Est de la Chine. Il est né en 1487, la date exacte de sa mort est inconnue, sinon qu'il est mort après 1567.

## Biographie
Peintre de paysages animés, fleurs et Dessinateur, Xie Shichen est bien connu par ses peintures uniquement. Il est plus professionnel que ses contemporains de l'École de Wu, à Suzhou où il travaille. Très prolifique, il suit la manière de Shen Zhou, qu'il modifie quelque peu, en s'inspirant de Dai Jin, fondateur de l'École adverse dite du Zhejiang. Il a une façon très appuyée de conter, de représenter, de montrer dans le détail, pour se contenter des seules formes graphiques. Aussi, si personne ne nie l'étonnante vitalité de son art ni la vigoureuse hardiesse de son pinceau, les tenants de l'École de Wu le critiquent pour son absence de beauté et de raffinement. 

## Tendances de style
Peintre doué pour l'anecdote à une époque qui recherche, au travers de l'art, l'essence même des choses, il unit les tendances opposées dans une représentation très variée, pleine de diversité où chaque arbre, chaque personnage, chaque maison, chaque bateau éveille l'intérêt, sans glisser pour autant dans une excessive minutie. Mais ses rouleaux, scènes de la vie réelle ou transpositions plus fantastiques d'arbres noués et de falaises courbes, ne possèdent pas l'unité de ceux de Shen Zhou.

## Musées
- Berlin (musées nationaux) :
  - Fleuves et montagnes sans fin, daté 1546, peinture sur soie, rouleau en longueur.
- Chicago (Institut d'art de Chicago) :
  - Mule chargée traversant un pont, l'hiver, rouleau en longueur, signé.
- New York (Metropolitan Museum of Art) :
  - Homme et serviteur se promenant dans les monts Luofou, daté 1548, encre sur soie, signé.
  - Ruisseaux et montagnes, éventail, poème du peintre.
- Pékin (Mus. du Palais) :
  - Pavillon sur les rochers qui dominent le ruisseau de montagne, daté 1546, encre et couleurs légères sur soie, signé, inscriptions de Wen Jia et de Qian Gu (1508-1574).
  - Montagnes boisées au-dessus d'un large ruisseau, dans le style de Shen Zhou, daté 1546, encre sur papier, signé, inscriptions de Wen Jia et de Qian Gu.
  - Études de paysages avec personnages dans des barques et un pavillon, encre et couleurs légères sur papier, quatre feuilles d'album.
- Shanghai:
  - Rumeur dans les montagnes, encre sur papier, rouleau en hauteur.
- Stockholm  (Nat. Mus.) :
  - Le pavillon d'étude, daté 1560, signé, colophon.
- Taipei (Nat. Palace Mus.) :
  - Studio dans les bois et les monts à l'automne, encre sur papier, rouleau en hauteur.
  - Trois lettrés dans un jardin, daté 1529, signé.
  - Paysage, daté 1551, rouleau en longueur signé, poème de Wen Peng (1498-1573).
  - Montagnes et cascades d'été, daté 1553, signé.
  - Paysage, daté 1567, signé.
- Tōkyō (Nat. Mus.) :
  - Montagnes dans la brume et rizières, signé.
- Washington (Freer Gallery of Art) :
  - Lettré dans un pavillon sous un pin, contemplant une cascade, signé.